# تپه قالا کاسین
تپه قالا کاسین مربوط به عصر مفرغ ـ هزاره ۱ ق.م است و در شهرستان ورزقان، بخش مرکزی، دهستان ازومدل جنوبی، داخل باغات قدیم روستای کاسین واقع شده و این اثر در تاریخ ۸ بهمن ۱۳۸۵ با شمارهٔ ثبت ۱۶۹۹۰ به عنوان یکی از آثار ملی ایران به ثبت رسیده است.